# SSC Aero
La SSC Aero è una supercar statunitense prodotta dalla Shelby Super Cars, ideata per stabilire il nuovo record di velocità per autovetture stradali.
Prodotta in versione coupé uno dei suoi tratti distintivi è la presenza di portiere la cui apertura è verso l'alto invece che verso l'esterno. Il motore della versione standard è un V8 di 6.200 cm³ che raggiunge la potenza di 787 CV a 6.600 giri/min. Nella versione TT (Twin Turbo) arriva alla potenza di 1.183 CV a 6950 giri/min.
Le prove effettuate alla galleria del vento hanno rivelato la possibilità di velocità da record, raggiunte nel mese di settembre 2007 dopo che il primo tentativo effettuato nel mese di marzo dello stesso anno era fallito.

## Versioni

### Ultimate Aero
La Ultimate Aero è la versione potenziata della Aero. Dotata di un propulsore V8 Chevrolet Supercharged da 1046 CV, ha un telaio realizzato in fibra di carbonio e titanio per contenere il peso a 1293 kg. Così configurata, ha una velocità massima di 400 km/h.

### Ultimate Aero II
Nel 2010 venne realizzata la Ultimate Aero II, la quale presentava ancora più innovazioni rispetto al modello precedente. La vettura era spinta da un propulsore V8 6.8 biturbo dalla potenza di 1.369 CV. Ciò permetteva il raggiungimento di una velocità massima di 443 km/h. Per adeguarsi alla potenza, il mezzo venne equipaggiato con un impianto frenante rappresentato da freni a disco carboceramici e da flap attivi che entravano in funzione durante la fase di decelerazione. Per contenere il peso la carrozzeria era realizzata in fibra di carbonio e dello stesso materiale erano composti i cerchi in lega.

### Ultimate Aero EV
Ultimate Aero EV è la versione elettrica dell'auto di cui si è prodotto un prototipo nel febbraio 2009.
Raggiunge i 100 km/h in 2,5 secondi. Velocità massima 300 km/h e un'autonomia tra i 200 e i 300 km.
Ha 2 motori elettrici con 500 CV ciascuno.

### Ultimate Aero XT
Il 30 ottobre 2012, la successiva e ultima vettura passiva sarebbe stata rivelata come Ultimate Aero XT. Con un V8 Quad-Turbo da 6,9 litri, si prevedeva che avrebbe raggiunto i 431 km/h (268 mph), quando in realtà era più lento di quanto previsto. 414 chilometri all'ora (257 mph).

## Record di velocità
Nel settembre 2007 la SSC Aero TT è riuscita a battere il record di velocità ufficiale su strada detenuto dalla Koenigsegg CCR di 386,159 km/h e quello (non ufficiale) della Bugatti Veyron di 408,47 km/h.
Teatro dell'impresa è stata la Highway 222 dello stato di Washington, che era stata recentemente riasfaltata. Al volante il settantunenne Chuck Bigelow, che ha dovuto affrontare anche una curva a S a oltre 337 km/h per raggiungere la massima velocità nel rettilineo successivo. Il record è stato effettuato alla presenza degli ufficiali del Guinness dei primati secondo le linee guida previste per questo genere di tentativi. Per ricevere l'approvazione un veicolo deve percorrere entro un'ora per due volte il tracciato designato nei due sensi, dopodiché viene calcolata la media delle velocità massime raggiunte.
Con 414,31 km/h nel primo passaggio e 410,24 km/h nel secondo, il record in via di approvazione ufficiale è adesso di 412,28 km/h.
Nel giugno 2010 questo record è nuovamente passato alla Bugatti Veyron nella sua ultima versione, Super Sport senza limitatore.